# Apomecyna crassiuscula
Apomecyna crassiuscula là một loài bọ cánh cứng trong họ Cerambycidae.